# Zoltán Tarr
Zoltán Tarr (maďarsky Tarr Zoltán; * 12. února 1972, Budapešť) je maďarský protestantský duchovní, politický aktivista a politik, od roku 2024 poslanec Evropského parlamentu zvolený za stranu Respekt a svoboda (TISZA).

## Biografie
Narodil se roku 1972 v Budapešti v tehdejší Maďarské lidové republice. Mezi lety 1986 až 1990 absolvoval středoškolské studium na Gymnáziu Józsefa Eötvöse v Budapešti, kde byl aktivní i ve studentském hnutí. Poté v roce 1996 promoval na Károli Gáspár Református Egyetem na reformovaného pastora. Později se zabýval průmyslovou a zemědělskou digitalizací a také podporou různých občanských organizací.

### Politická kariéra
V prvních svobodných volbách po pádu komunismus v roce 1990 odevzdal jako volič svůj hlas konzervativnímu Maďarskému demokratickému fóru (MDF), protože Svaz mladých demokratů (Fidesz) byl pro něj až příliš liberální.
Na jaře roku 2024 vyslyšel výzvu Pétera Magyara, místopředsedy strany Respekt a svoboda (TISZA), který skrze média hledal vhodné osobnosti, jež by kandidovali v evropských a komunálních volbách. Zoltán Tarr byl umístěn na 3. místo na kandidátní listinu strany TISZA pro eurovolby, ze které byl zvolen poslancem Evropského parlamentu s mandátem do roku 2029.

## Soukromý život
Je ženatý a má tři děti.